# 米诺斯文明
米諾斯文明（英語：Minoan civilization；古希臘語：Μίνωα 德語：Minoische Kultur），或譯邁诺斯文明、克里特文明、邁諾安文明、邁諾亞文明等，是克里特島和其他愛琴海群島上的青銅器時代愛琴海文明。其最早的起源可以追溯到公元前3500年，複雜的城市文明始於公元前2000年左右，然後自公元前1450年開始衰落，公元前1100年左右結束，在早期的希臘黑暗時代，是當時地中海周圍地區青銅時期晩期崩潰的一部分。它代表了歐洲最早之進一步發展的文明，留下了眾多龐大的建築群、精巧的藝術，以及文字書寫系統。它的經濟受益於地中海大部分地區的貿易網絡。
20世紀初，考古學家亞瑟·埃文斯爵士率先發掘該文明之遺跡。“米諾斯”這個名字源自希臘神話中的米諾斯國王，並由埃文斯指定為該文明之名稱，他將克諾索斯之遺址確定為米諾陶洛斯的迷宮。米諾斯文明被描述為同類文明中在歐洲年代最早者，歷史學家威爾·杜蘭特稱米諾斯文明為“歐洲文明鏈中的最初環節”。
米諾斯人建造了高達四層樓的大型宮殿，擁有精緻的管道系統並裝飾有壁畫。最大的米諾斯宮殿是克諾索斯，其次是斐斯托斯。與米諾斯統治和宗教的大多數方面一樣，宮殿的功能仍不清楚。米諾斯時期見證了克里特島與愛琴海和地中海定居點的廣泛貿易，尤其是近東地區的定居點。在商人和藝術家的活動之下，米諾斯文化的影響力超越了克里特島，到達了基克拉澤斯群島（參看基克拉澤斯文明）、古王國時期之埃及、盛產銅的塞浦勒斯、迦南和黎凡特海岸以及小亞細亞。一些最好的米諾斯藝術保存在聖托里尼島之阿克羅蒂里；米諾斯火山爆發大幅摧毀了阿克羅蒂里。
米諾斯人主要使用線性文字A和克里特島象形文字（英語：Cretan hieroglyphs）書寫，對應編碼一種假想標記為米諾斯語（英語：Minoan language）的語言。 米諾斯文明從公元前1550年左右開始緩慢衰落的原因尚不清楚；被提出之相關理論包括來自希臘大陸的邁錫尼入侵和聖托里尼島之米諾斯火山爆發。
米諾斯人以從事海外貿易為主。他們的文化在約公元前1700年之前顯現出高度的組織性，與繼後以軍事貴族統治為特點的文化相迥。許多歷史學家和考古學家相信米諾斯人在青銅時期重要的錫交易中扮演了重要的角色：錫與產自塞浦勒斯島的銅的合金被用來製造青銅。而隨後青銅工具逐漸由性能更優的鐵器所取代的過程，似乎與米諾斯文明的衰落相吻合。此外，米諾斯人還進行番紅花的貿易，這是一種產自愛琴海地區的自然基因變種產物。這種貿易的實物證據很難找到，不過在聖托里尼有一幅著名的壁畫“番紅花採集者”。這種貿易形式可能在米諾斯文明之前就存在，作為對乳香，或更晚地，對黑胡椒的交換。考古學家傾向於強調更耐用的交易品：陶器、銅、錫，以及大量的金銀奢侈品。
各地發現的米諾斯製造的物品顯示，它有一個與希臘本土邁錫尼文明、塞浦勒斯島、敘利亞、小亞細亞、古埃及、伊比利亞半島及美索不達米亞通商的網絡。
對他們的語言，人們所知甚少，一般稱之為 Eteocretan，漢譯為米諾斯語，它可能是用仍未被破解的線形文字A書寫。後期文化中，由於邁錫尼文明的進入，他們轉用線形文字B，一種早期希臘語字母來記事。線形文字B在1950年代被破解，不過線形文字A至今仍然無人可以解讀，使得我們仍無法對該文明進行深入了解。
一個有爭議的結論指出，在米諾斯文明時期，克里特島從未經受戰爭之磨難。

## 詞源
「米诺斯」这个名字源于古希腊神话中的克里特国王米诺斯，與忒修斯、迷宮、米諾陶洛斯有關。但人们并未确定传说中的米诺斯即是一位真实的米诺斯统治者。在爱文斯使用「米诺斯」前，Karl Hoeck己經在1825年在他的第二冊 Kreta 中使用 Das Minoische Kreta ；是第一個以「米诺斯」指古代克里特岛。
爱文斯可能閱讀了 Hoeck 的著作，在自己的著作及研究沿用了這個詞﹕「對於整個克里特島的早期文明，我提議——這個建議已經被這個國家和其他國家的考古學家普遍採納——使用『米諾斯』這個名字。」爱文斯說他應用了，並非發明。
Hoeck 並不知道古克里特島的存在，他想到了神話中的克里特島。儘管埃文斯在1931年聲稱該術語在他使用之前是「未發明的」，被 Karadimas 和 Momigliano稱為「厚顏無恥的建議」，他創造了它的考古意義。
米诺斯人自己如何称呼自己的文明仍然是一个未知数。不过有些人認為，古埃及人所称的 Keftiu 和闪米特人的 Kaftor 或 Caphtor 都指米诺斯时期的克里特岛。另一方面，John Strange指一些關於 Kaftor/Caphtor 的事實難以與克里特岛聯繫一起。在米諾斯文明毀滅幾個世紀後創作的《奧德賽》中，荷馬稱克里特島的當地人 Eeteocretesi（「真正的克里特人」）可能是米諾斯人的後裔。

## 地理
克里特岛是一个多山的地中海岛屿，有自然的港口，属地中海式气候。有迹象表明米诺斯遗址受过地震侵袭。
荷马记录说克里特岛有90个城市，米诺斯原址是最重要的一个。此外，考古学家在斐斯托斯和马利亚（Malia）也发现了宫殿。在米诺斯高峰期時，岛屿可能被划分为最少八个政治区域，北面的被克诺索斯管理，南面的被斐斯托斯管理，中东部的被马利亚管理，最东端由下扎克罗斯（Káto Zákros）管理，西面的被哈尼亚管理。在别处还发现了更小的宫殿。值得注意的是，没有一个米诺斯城市拥有城墙，并且很少發掘出武器。

### 重要的考古據點
- 宮殿

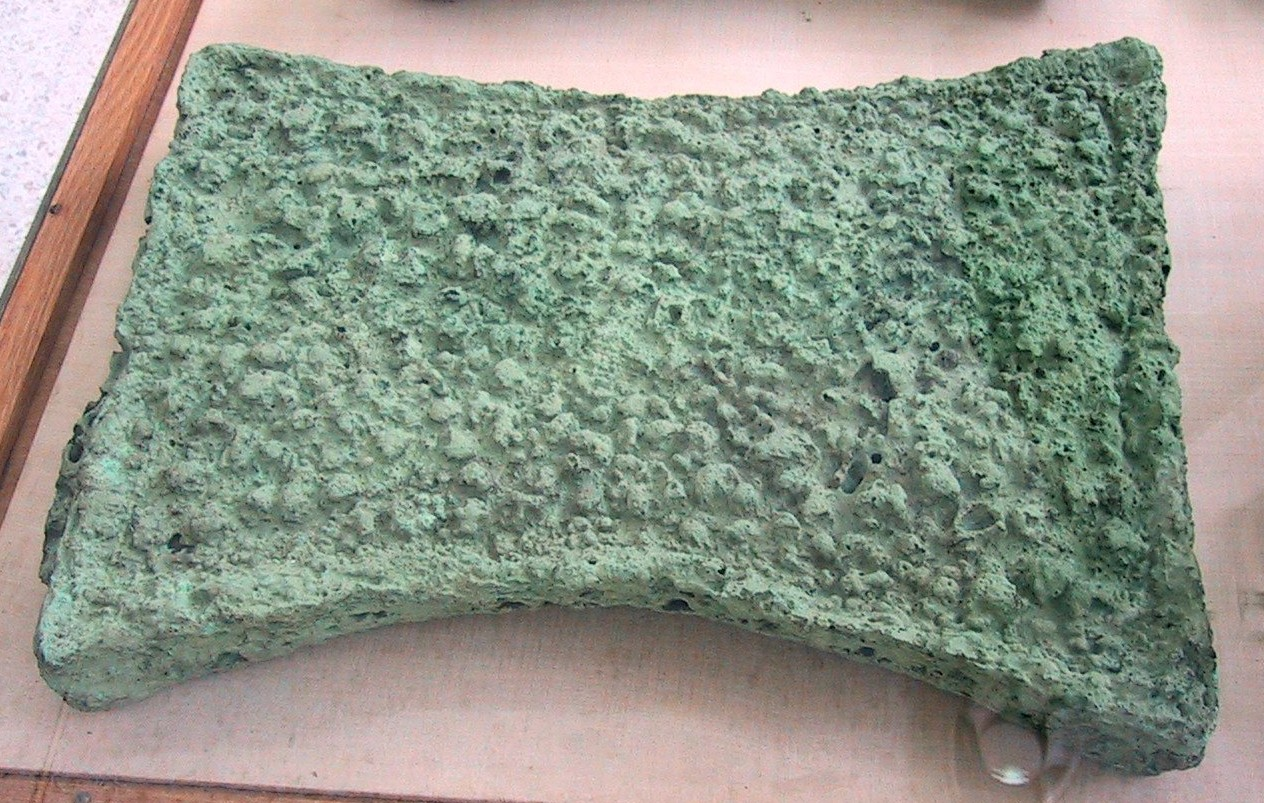
克里特岛上出土的青铜块

  - 克諾索斯 – 克里特島在青銅器時代規模最大[6]的考古地點；乃於1900年3月16日由埃文斯進行考古挖掘所發現。
  - 斐斯托斯 – 克里特島上第二大規模[6]宮殿建築，由義大利學院在克諾索斯的挖掘後不久所發現。
  - 马利亚（英语：Malia, Crete） – 此處的宮殿遺址最初在1915年為希臘考古學家赫基達克斯（Hadzidakis）所發現，之後1922年由法國雅典學院協同希臘學者一起挖掘的考古據點，此地提供一個可調查古宮殿時代之建築規模的中心地點。
  - 扎克羅斯（英语：Zakros） – 由希臘的考古學家在克里特島極東之處挖掘出宮殿遺址。此處即為考古文獻上所談到的“Zakro”。
  - 加拉塔斯（英语：Galatas） – 20世纪90年代初已經被證實有存在許多宮殿的考古據點。
- 阿基亞特里亞達（英语：Agia Triada） – 一座接近斐斯托斯的行政中心。
- 古爾尼亞（英语：Gournia） – 此處是克里特島上米諾斯文明中複雜宮殿據點，二十世紀初期，由美國考古學家哈利葉·包伊德-哈威斯（英语：Harriet Boyd-Hawes）開始進行考古挖掘。古爾尼亞位於拉西锡专区下的耶拉彼得拉市镇。
- 皮尔戈斯（英语：Myrtos Pyrgos） – 一個位於克里特島南方的早期米諾斯文明。
- 瓦西利基（英语：Vasiliki） – 一座早期米諾斯文明地點，位置在克里特的東半部一帶，名稱是得自於他的獨特陶瓷波紋。
- 弗俄努·柯里菲（英语：Fournou Korifi） – 位於克里特島南方的米諾斯文明之鄉鎮遺址。
- 皮塞拉 – 這是一個小島，並擁有舉行宗教儀式的城鎮。
- 朱克塔斯圣山（英语：Mount Juktas） – 為米諾斯文明中最偉大[來源請求]、最重要的聖域，因為此聖域與克諾索斯宮殿有關聯。
- 阿尔卡洛霍里（英语：Arkalochori） – 著名的用於宗教儀式上之阿尔卡洛霍里斧（英语：Arkalochori Axe）發現地點。
- 卡尔菲（英语：Karfi） – 米諾斯文明後期的考古地點之一，這是一處避難所。
- 阿克罗蒂里 – 聖托里尼島（錫拉島）上的鄉鎮遺址，接近米諾斯火山爆發地點。
- 佐明索斯（英语：Zominthos） – 位於愛妲山的北部丘陵地帶上的城市。

## 编年历史
考古學家沒有直接考據米諾斯時期的年代，而是使用兩種相對年代系統。第一個由埃文斯創建並由後來的考古學家改進，基於陶器風格和進口的埃及文物的年表（可以與埃及年表相聯）。
埃文斯的系統將米諾斯時期分為三個主要時期：早期（EM）、中期（MM）和晚期（LM）。這些時期被細分——例如，早期米諾斯文明 I、II 和 III（EMI、EMII、EMIIII）。
希臘考古學家 Nikolaos Platon 提出的另一個年代測定系統是基於在克諾索斯、斐斯托斯、Malia 和 Zakros 被稱為「宮殿」的建築群的發展。Platon 將米諾斯時期分為前、古、新和後宮殿時期。表中系統之間的關係包括 Warren 和 Hankey (1989) 的大致日曆日期。
米诺斯历史的各阶段：
- 前7000 定居
- 前3650-前2100 米诺斯文明前期（EMI,II,III）
- 前2100-前1700 米诺斯文明中期（MMI,II,III）= 舊宮殿時代
- 前1700-前1420 米诺斯文明晚期（LMI,II,III）= 新宮殿時代
- 前1420-前1050 迈锡尼时期

### 概述
人類居住在克里特最古老的證據是新石器時代陶器前時期的農業社區遺跡，可追溯到公元前約7000年。一個關於現代克里特島男性脫氧核醣核酸（DNA）單倍群的比較研究表明，來自安納托利亞或黎凡特的克里特島男性創始群體與希臘人同源。第一批人類起初居住在山洞，後來開始建立小村落，以及石材建築物。岸邊有漁民的小屋，人們在 Messara 平原耕作。人們種植小麥和扁豆，飼養牛和山羊，用骨頭、牛角、黑曜石、赤鐵礦、砂岩、石灰石和蛇紋石製造武器。黑曜石的出現證明了克里特島和基克拉澤斯之間存在商業往來，因為當時黑曜石的來源是米洛斯島。

### 早期
銅的引入和用為工具和武器標誌了克里特新石器時代的完結，克里特的青铜时代大約於公元前2700年開始。埃文斯的理論，埃及的移民引進金屬，已經站不住腳。其他理論主張在北非和小亞細亞建立殖民地。但是，殖民並沒有考古學的資料支持，人類學也並未證明當時有新的外來人口。
據知，埃及對克里特沒有太大的影響力，安納托利亞則在克里特的金屬藝術方面扮演重要角色。青銅器在愛琴海的普及與大規模的人口從小亞細亞海岸流動到克里特島、基克拉澤斯和希臘南部大陸有關。這些區域當時正進入社會和文化的發展階段，其主要特點是與小亞細亞和塞浦路斯的貿易關係擴大。然而，新石器時代文明仍然持續，特別是早期。所以，我們能夠從社會的組織、生活環境的改善及科技，看到轉變。
從那時開始，由於與愛琴其他地區及西地中海的海外貿易，令克里特從農業經濟轉向其他經濟模式。克里特憑藉其海軍，在愛琴海佔據著顯著的位置。金屬的使用增加了與生產地的交易﹕塞浦路斯的銅，埃及的金，基克拉澤斯的銀和黑曜石。似乎從古代米諾斯開始，村莊和小鎮變得眾多，個別偏遠的農場很少見。
在公元前三千年後期，因為陶輪的引入和青銅冶煉，島上的幾個地方發展成為商業和手工業中心。在農業方面，從發掘中得知，幾乎所有已知的穀物和豆類品種都被種植，所有農產品也是現代已知的，例如葡萄酒和葡萄，橄欖油和橄欖，在那個時候己經出現。

### 中期
宮殿在這段繁榮穩定時期建造。宮殿的建立令權力集中，加快社會經濟發長。第一㧗出現的宮殿位於克諾索斯、斐斯托斯、馬里亞，是最肥沃的平原，令它們的擁有者能累積財富，特別是農，大型的倉庫能證明這一點。這段時期使上層階級能夠發揮領導作用並擴大影響力。原有階級的地方精英有可能被君主制取代，是宮殿出現的先決條件。當時的政治體制可能是神權政治，各宮殿的國王是官方和宗教的最高領袖。
東方人的文字記載表明愛琴海㚫小亞細亞發生一場劇變。權力集中令米諾斯人能有更好的應對。宮殿的外貌與衰落的基克拉澤斯和希臘文明形成對比，令人訝異的是這個島沒有像基克拉澤斯文明的藝術發展，或像伯羅邦尼斯一些地方如勒拿的經濟組織。宮殿的位置對應了前宮殿時代大城市。被克诺索斯控制富裕的北面，斐斯托斯統治 Messara 遠離城鎮的地方，中东部的被马里亚管理。近年，考古學家討論到明確的領土或國家，一個在希臘的地區的新現像。
米諾斯人的特有職業顯示了普遍的專業化，成功的分工，充裕的人力。官僚制度和更好地控制貨物進出的需要，以及可能基於奴隸制度的經濟，為這種文明奠定了穩固的基礎。隨時間推移，東部中心勢力衰退，被內陸和西部中心掘起的勢力取代。主要是由於亞洲的政治動盪（卡斯特入侵巴比倫、赫梯擴張和希克索斯入侵埃及）削弱了東方市場，促使與希臘大陸和基克拉澤斯進行更多的經濟接觸。在 中期米諾斯文明 I 期間，Messara 地區停止建造拱形墓葬。
在 MMII 時期結束時，大约公元前1700年，在克里特岛出现了一场动乱，可能是一次地震，也有学者认为是安纳托利亚的入侵。考古學家Sakelarakis 在 Anemospilia 發掘到的神廟支持了地震理論，當中的三人（其中一人是人祭）對神廟倒塌感到驚訝。另一種理論是克里特島內部發生衝突，克諾索斯獲勝。克諾索斯、斐斯托斯、馬里亞、扎克羅斯的宮殿被破壞。在新宮殿時代初期，人口再次增加，宫殿修建得比从前更大，新的聚落點遍及整個島嶼。
這段時期（公元前17-16世紀，MM III ，新宮殿時代）是米諾斯文明的頂峰。由於陸路和海上交通的改善和發展，通過道路和港口的建設，以藝術和農業產品交換原材料的商船航行，行政中心控制了廣濶的地域。公元前1700年至公元前1450年，克諾索斯君主佔據了島上的霸主地位。在激烈貿易中出現了商業精英，克諾索斯君主得到他們的支持，創造了一個海上貿易帝國，即海權主義。希羅多德和修昔底德指克里特人用他們的海軍統治了整個愛琴海，解決了海盜問題，在基克拉澤斯的大部分地區殖民，並向島上的居民索取貢品和裝備。在愛琴海群島、敘利亞海岸、希臘大陸和西西里島發現的大量名為米諾亞的城市證明了米諾斯制海權。與米諾斯海上霸權合併的地區由代理人管理。修昔底德提到傳說中的米諾斯國王派他的兒子統治外省。
一些有價值的手工藝品表明了米諾斯文明在克里特島以外的影響。普遍米諾斯陶器在米洛斯島、勒拿，愛琴和庫福尼西島。米錫尼的統治者很可能與米諾斯貿易網絡有關。大約公元前1700年後，希臘大陸的物質文化由於米諾斯文明的影響，達到新的高度。從埃及、敘利亞、比布魯斯和烏加里特進口的陶瓷顯示了克里特島於這些地方的關係。米諾斯象形符號以埃及的象形文字為範本，有名的線形文明字A和線形文明字B書寫系統在後來發展。
鄰近的克里特島也被稱為聖托里尼島的锡拉火山噴發對克里特島來說是持續的。通過放射性碳測年法，這次火山噴發的日期為公元前1639年至公元前1616年；按樹木年代學，公元前1628 年；考古學，公元前1530年至公元前1500年之間。米諾斯人在錫拉聚落點（稱為 Akrotiri）的破壞，可能間接影響了米諾斯人與北方的貿易。大約公元前1550年，錫拉火山爆發之後的新地震再次摧毀了米諾斯宮殿；然而，這些再次重建的規模比以前更大。

### 晚期
在前1650年或前1628年、前1500年、前1450年（仍在争议），距离克里特岛约70公里的火山岛锡拉（Thera），圣托里尼火山群岛最大的岛屿喷发了。这可能是人类有记录的历史上最大的火山喷发（米诺斯火山爆发），超过1815年坦博拉火山喷发。这次喷发可以从降落到东克里特、埃及、爱琴海和东地中海的火山灰辨认出来。散发出的二氧化硫和尘云可能摧毁了数个人类定居点，引起了大气降温（火山冬天）和接连几年的坏收成。根據古氣象學家從格陵蘭的冰層包含的硫酸雨粒、以及北美洲樹木化石的年輪距離研究顯示，這段降溫期有可能長達十年。剧烈的喷发还导致了火山的坍塌，继而引起了巨大的海啸，将沿岸的居民点一扫而光。一些考古学家认为米诺斯人因此丧失了对宗教，对祭司影响自然的能力的信任，从而导致了文明的衰落。
在大约公元前1450年，一次天災成為了米諾斯文明的轉捩點（可能是地震）。宫殿再一次被扰乱。儘管錫拉火山的另一次噴發與這次衰落有關，但其年代和影響仍存在爭議。米諾斯晚期以大量的物質財富和無處不在的克諾索斯陶器風格為標誌。然而，在晚期米諾斯文明 IIIB ，克諾索斯作為區域中心的重要性及其物質財富似乎已經減弱。一些重要的宮殿例如在馬里亞，Tylissos，斐斯托斯和阿基亞特里亞達，克諾索斯的生活區被摧毀。克諾索斯的宮殿似乎基本完好無損，因此其王朝能夠將其影響力傳播到克里特島的大部分地區，直到被邁錫尼希臘人佔領。晚期米諾斯文明 IIIB，該島被邁錫尼文明的亞該亞人入侵。
不久之后，前1420年左右（其他資料認為公元前1375年），岛屿被迈锡尼人征服。他们改動了米诺斯線型文字A，以線型文字B来书写他们的邁錫尼語。邁錫尼人傾向適應，而非破壞米諾斯文化、宗教和藝術，並延續經濟和官僚制度。但是一些學者如 Jean Tulard，認為該島只是附屬於大陸。
邁錫尼建築（墓葬、村莊等）在許多米諾斯地區都有發現。 西克里特島因靠近伯羅奔尼撒半島而繁榮。克諾索斯港繼續與塞浦路斯保持貿易關係。可能米諾斯人和邁錫尼人最終融合了，但是沒有證據表明島上有新的藝術趨勢。
大約一個世紀之後的復甦，大多数克里特城市走向了衰亡。線型文字A最後的紀錄追溯至晚期米諾斯文明 IIIA。而诺索斯保留其行政中心地位，直到前1200年。最後一個米諾斯遺址是卡爾菲，是一個山地防禦遺址，幾乎進入鐵器時代的米諾斯文明遺蹟，是一所避難所。約公元前1100年，多利安人到達該島並造成破壞和死亡。這次入侵帶來其他變化外，鐵的使用，以及火葬死者習俗的出現。

## 关于衰落的理论
有证据表明贸易网络的失败导致米诺斯的城镇为饥荒所毁：米诺斯的麦子供应据信来自于黑海海岸的农场。许多学者相信古代的贸易王朝通常因为不经济的贸易而崩塌，因为缺乏会计手段，食品和粮食通常未被适当地重视，而奢侈品则被不当地过高估价。结果导致饥荒和人口的减小。而同时，日臻成熟的铁器渐渐取代铜器，米诺斯商人的贸易受到了严重的打击。当饥荒无法为贸易所缓解的时候，文明的衰落就不可避免了。
另一个理论指出，米诺斯的航海能力因为锡拉火山的喷发而遭到重创。这可能间接导致了迈锡尼的入侵，而后者的管理技能无法维持一个贸易王国。锡拉火山的喷发对米诺斯文明的影响仍旧在争议中。既然锡拉火山的喷发可能是近10000年间最猛烈的一次，考古学家和地质学家质问为何在根据碳同位素测定出的喷发的时间（根据狐尾松测定为前1628年，根据格陵兰冰层为前1645年）和邁諾安文明灭亡的时间（约前1450年）间有如此大的间隔。这个间隔激起了全世界许多学者的兴趣，而越来越多的证据和理论被提出，试图解释米诺斯文明衰落这个谜团。

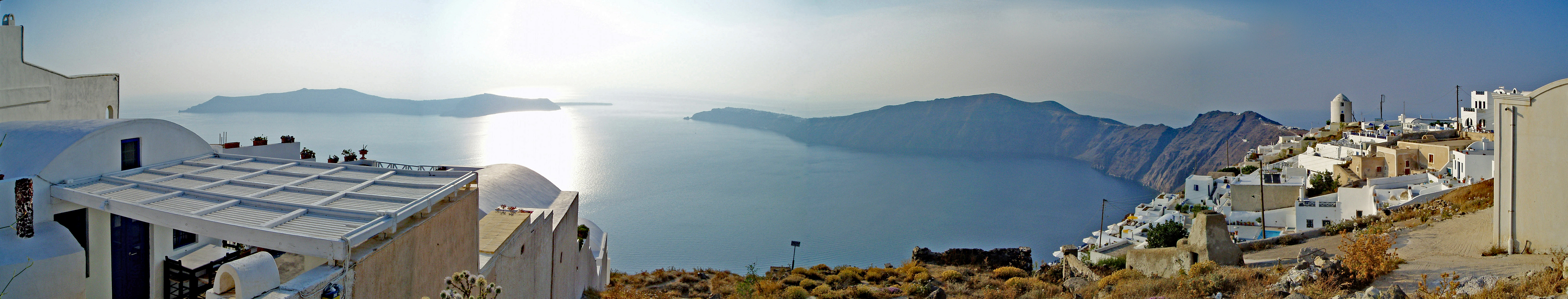
圣托里尼，昔日的火山口

这些理论都围绕着锡拉火山的爆发展开。作为贸易中心的克里特的稳定与它的航海能力息息相关。这次喷发如今被定级为VEI-7，如此大的能量足以引发巨大的海啸，吞噬周围岛屿的一切港口和船只，从而给克里特经济带来重创。而另一大理论认为爆发引发的火山灰遮蔽了太阳，导致持续数年的饥荒。而迈锡尼人利用这个时机进攻并征服了克里特岛。

## 農業與烹飪
米諾斯人飼養牛，綿羊，豬及山羊，也種植小麥，大麥，豌豆及鷹嘴豆。他們亦培植葡萄，無花果及橄欖，種植罌粟以取得其種子，甚至鴉片。邁錫人亦會養殖蜜蜂。
蔬菜包括在克里特島野外生長的萵苣，旱芹，蘆筍，胡蘿蔔。梨樹，榲桲和橄欖樹也是土生土長的。棗椰樹和貓（用於狩獵）是從埃及進口的。米諾斯人從近東採得石榴，但沒有採取檸檬和橙子。
他們可能利用混合種植，他們多元化，健康的飲食令人口增加。混合種植理論上能保持土壤肥沃及減少失收的損失。線型文字B的匾上顯示果園（葡萄，無花果及橄欖）在加工莊稼的重要。橄欖油在米諾斯或地中海烹飪的角色能媲美歐洲烹飪中的牛油。利用葡萄釀酒的過程可能是宮殿經濟的一個因素；酒是交易的商品和生活上的消耗品。農夫使用木犁，在把手繫上皮革，利用驢或閹牛拉動。
海鮮在米諾斯烹飪也很重要。可食用軟體動物在遺址出現率以及魚類和海洋動物在藝術的表現形式（包括獨特的海洋風格陶器，如晚期米諾斯IIIC「章魚」馬鐙罐），表明對魚類的欣賞和經濟上偶爾的使用。但是學者相信這些資源不及榖物，橄欖及動物那麼重要。「捕魚是主要活動之一……但目前還沒有證據表明他們組織捕魚的方式。」在米諾斯晚期，皮塞拉（Pseira ）建造梯田和水壩表明農業活動的加強。
米諾斯烹飪包括野味：他們食用野鹿，野豬及牲畜的肉。野味現今在克里特島絕跡。

## 文化

### 艺术
由于木头和织物无法抵御岁月的侵袭，米诺斯最重要的艺术遗存为米诺斯陶器、宫殿建筑与壁画、石雕以及印章。艺术和物质文化的遗迹，特别是陶瓷风格的序列，帮助在考古学中界定了米諾安文化的三个阶段，每个阶段有其自有的特征。克诺索斯建筑中最著名是建于公元前2000年的克诺索斯宫，由于不断的重修和扩建，克诺索斯宫构造复杂，有迷宫之称。克里特岛的壁画多绘以人物、动植物。并有相当大的妇女形象出现。
米诺斯早期的陶瓷制品以线状的螺旋、三角、曲线、十字、鱼骨纹等为特征。到中期，自然主义的设计，如鱼、乌贼、鸟和聖母百合的图案则变得普遍。到米諾安晚期，花和动物依然是主要的特征，但是增强了变化性。在诺索斯周围的地区通常体现出“宫殿风格”，特征为对自然形状的几何抽象以及单色的绘画。非常值得注意的是迈锡尼艺术与后期米诺斯艺术十分相似。
在克里特北岸的伊拉克利翁（Ηράκλειο）博物馆藏有许多米諾安艺术珍品。

### 女性
米诺斯文明的一个突出特点是他们对女性神祀的崇拜，而非男神。“埃文思已经发现米诺斯人的主神是一个强大的自然女神，而这一论断从未被挑战过。”然而已有新的研究指出，以埃文思為首的過去研究者錯誤地將米諾斯文明圖像中的女性在現實政治的影響力與權力，輕率地化約為無關現世的宗教與儀式，而忽略女性在米諾斯文明所可能具備的支配性權力地位。
出土的壁画和女祭司雕塑显示了男人和妇女参与同一个体育项目（通常是跳牛），一些考古学家相信米诺斯社会中女人有着高於男人的地位，甚至继承权有可能是母系的。
壁画有很多是描绘人群的，而性别由颜色来区分：男人的皮肤是红褐色，而女人的则是白色。

### 服装
米诺斯文明的男人穿褶皱短裙和缠腰带，婦女則穿胸部敞開，至肚脐才收束的长袍，完整露出整個女性的雙乳（包含乳頭），是其最大特徵。此外，配以短袖和镶边的裙子。服装上的花纹多为对称几何形状。

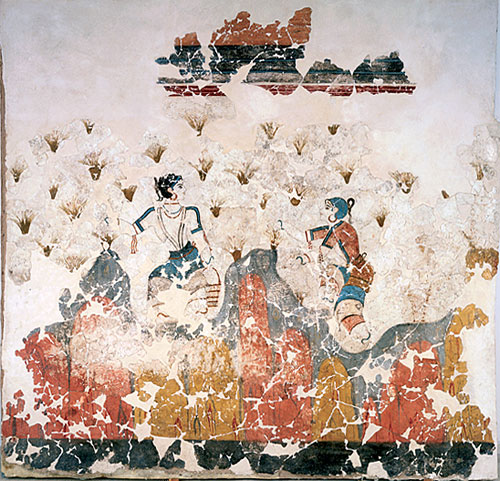
番红花采集者，圣托里尼壁画，雅典國家考古博物館
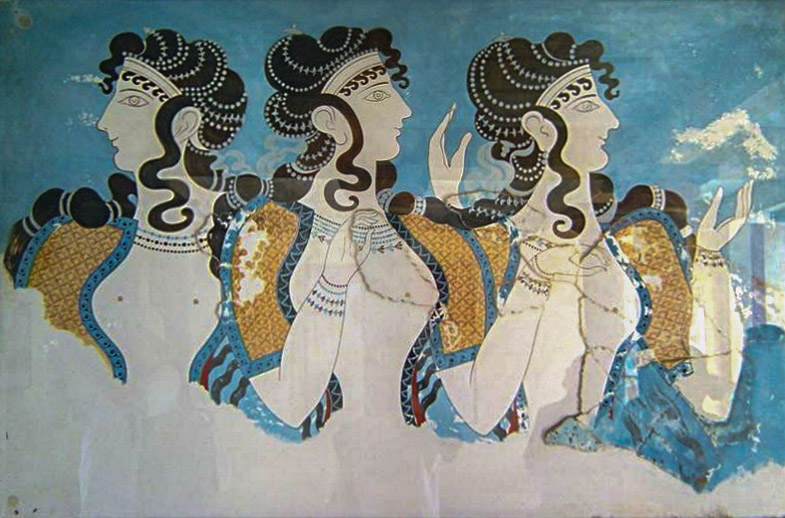
三位宮殿壁畫上的古希臘女性
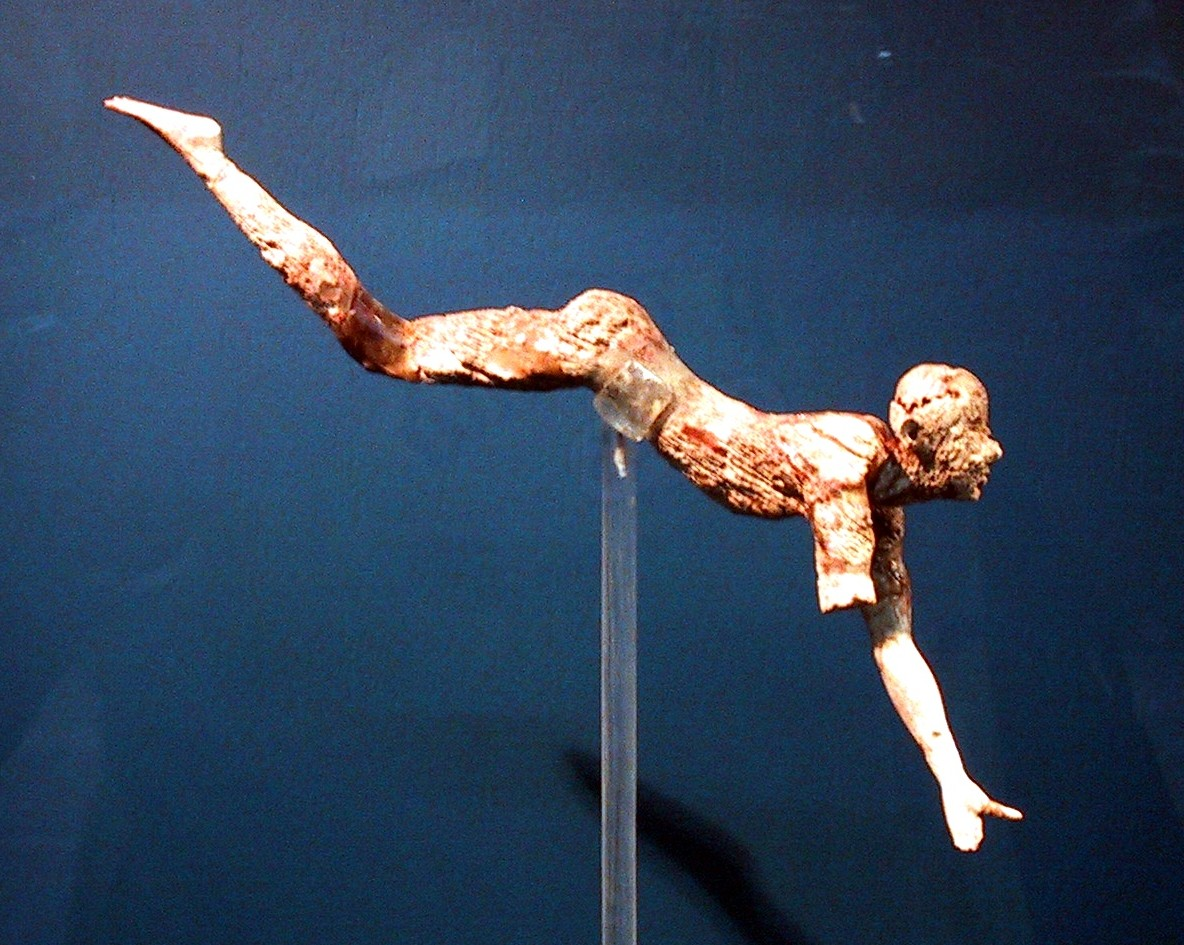
跳牛雕塑，克诺索斯宫，伊拉克利翁考古博物館
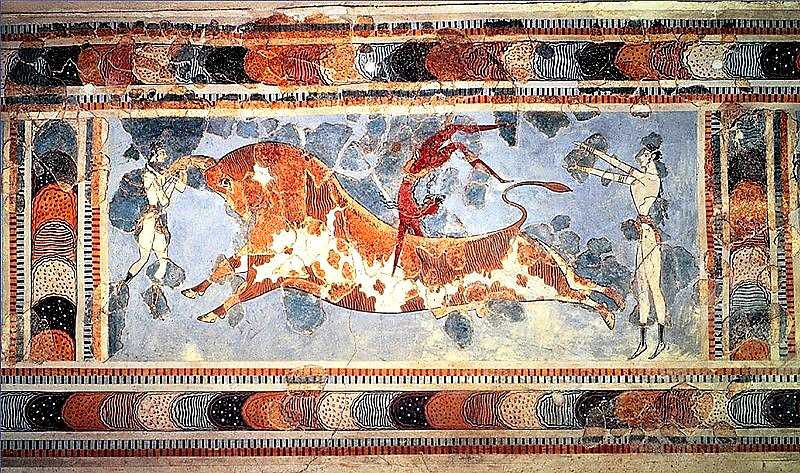
跳牛杂耍，诺索斯宫壁画

## 宗教

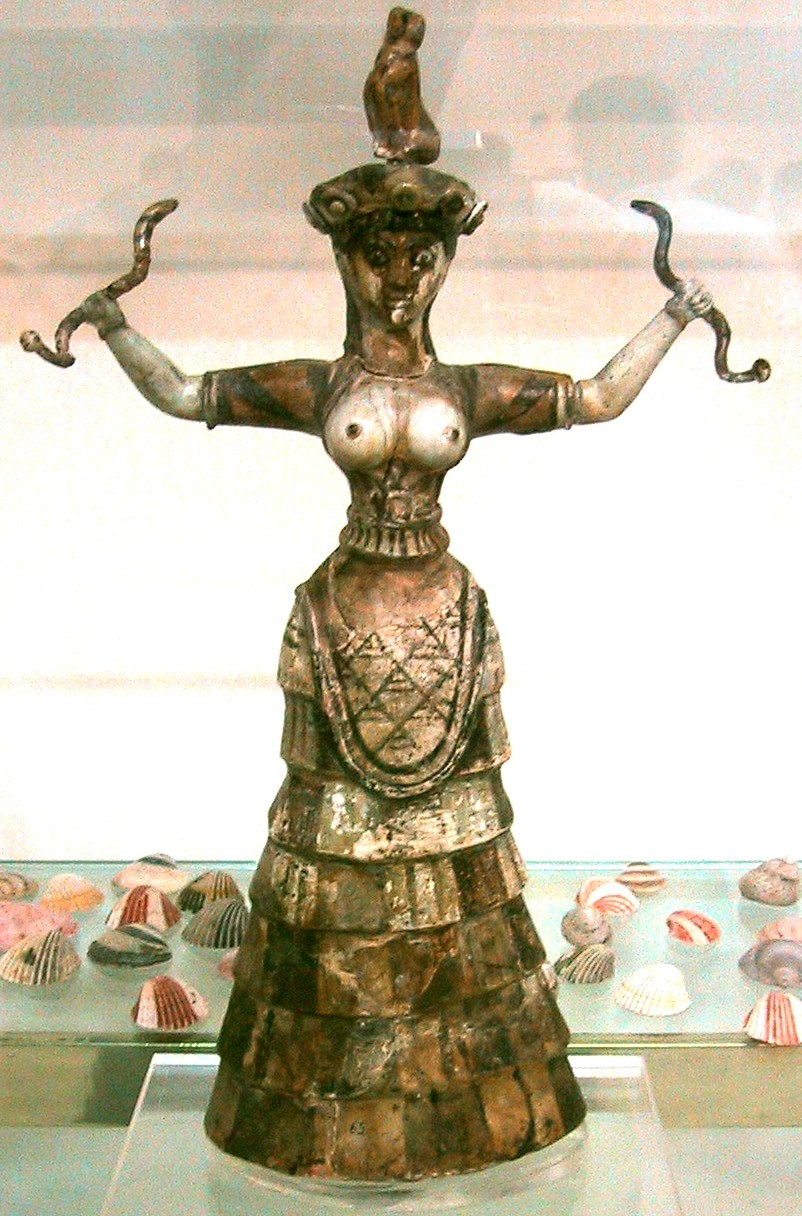
蛇女神，诺索斯宫

米诺斯人崇拜女神。虽然也提到过一些男神，但是米诺斯宗教中对于女神的描写大大超过了前者，比如掌管生育的母神，一个女性的动物主宰，一个城市、家庭、收获、冥界的女性保护者，等等。有些人认为这些是同一个女神的不同表现，她们通常显现为蛇、鸟、罂粟，或一个头为某种动物的形象。一些人认为这个女神联系着“撼地者”（Earthshaker），一个由牛和太阳代表的男性形象，他每个秋天死去，在下个春天复生。虽然著名的牛头人身的米诺陶纯粹是希腊人的描写，一些印章表现了鸟头或带鸟面具的神祇。
Walter Burkert提醒道“在哪种程度上人们可以和应该区分米诺斯和迈锡尼宗教，这是个仍未有答案的问题。“(Burkert 1985 p 21)，并认为这个问题终将在埃特鲁里亚与古希腊（或者罗马和希腊）的宗教、文化间的关系上找到有用的类比。米諾安宗教并未通过自己的语言进行传承，并且后世希腊文人对于经过数百年口耳相传而存世的克里特神话主题的发挥，也革洗了这涓涓细源：比如忒修斯的传说。一些克里特名字被希腊神话所保留，但是我们已无法将这些名字对应于发现的米诺斯神像，如著名的蛇女神。
在一些确认的宗教遗址内发现了金属和粘土制的崇拜物：双面斧、船只小雕塑、 人造品的模型、动物、人形等。这些遗址，包括克里特岛上的无数小神灶、山的峰顶及为数众多的神圣洞穴——已经发现了300多个（Kerenyi 1976 p 18; Burkert 1985 p 24f）——被确认为一些信仰的中心，然而还未发现像希腊人所建的神庙（Burkert 1985）。在复杂的宫殿裡没有识别出主要用于宗教活动的中心房间，而中心院落则用于给年轻的男女进行跳牛祭祀活动。

## 战争与和平
米诺斯神圣的符号包括公牛和献祭的角、双面斧、立柱、蛇、太阳圆盘和树。长久以来，人们一直认为米诺斯人是一个非暴力的和平的民族。然而最近，考古学家所发现的一些新的证据对这一论断提出了挑战。晚近的发现，比如在一个宫殿附近发现的一个寺庙结构，被一些人认为揭示了米诺斯人进行人殉的事实。并不是所有人都接受这个结论，比如倍受尊崇的考古学家Nanno Marinatos声称那个被认为是牺牲的人其实是在地震中死亡，而两个被认为执行祭祀的人也在这场地震中，连同屋内的所有人一起死亡。这个解释并未被广泛接受，因为那个年轻人当时被捆绑住，就如Agia Triadha （页面存档备份，存于）棺材上所雕的牺牲之用的公牛一样。此外，在他的骨骼中间发现了一把短剑，并且一侧骨头的变色表明他可能因失血而死。这不是人殉的唯一例证。例如，在Fournou Korifi遗址 （页面存档备份，存于）的一个复杂墓葬裡发现了一个人类头骨，同炉灶、烹饪用具等同处一间。在诺索斯，至少四个健康孩子的骨骼被发现带有痕迹提示“他们以和山羊同样的方式被屠宰，证明他们被牺牲和食用。资深克里特考古学家Nicolas Platon被这个解释所吓倒，坚持认为这些骨骼是猿，而非人的。”
在克里特岛上很少存在有希腊本土所见的要塞，一般论证为岛上很少有内部武装斗争。然而这个结论也并非无懈可击。S. Alexiou在Kretologia 8中指出，不少遗址，特别是米诺斯早期和中期的遗址，通常建立在高地上或者加筑防御工事。Chester Starr在Minoan Flower Lovers中指出中国商朝和玛雅都有不设工事的中心，然而他们同时也参与边界斗争。因此这一事实本身无法证明米诺斯人是史上无双的热爱和平的民族；但，也没有一项事实证明他们是好战的。认为他们不生产武器的声称是武断的，事实上，发现于马里亚和扎克罗斯的A型米诺斯剑是爱琴海地区最好的。
1988年，一次题为“青铜时代的战争”的考古学会议在比利时召开。会上虽然很多人试图对米诺斯的战争下定论，会议结束时却什么共识也没有达成。一个考古学家总结：“青铜时代早期（对应于米诺斯早期）的战争是个人化或者（在克里特）仪式化的……或者（在基克拉泽斯和阿提卡）……只是小规模的……”另一位觉得米诺斯“8”字型的“盾”不可能用来作战甚至狩猎，因为它们太累赘了。另外有一些人认为，米诺斯人频繁地在艺术作品裡展现“武器”，只是出于仪式化的语境。
就像米诺斯的克里特的许多方面，人们总是很难从事实中得到明显的结论。这整个文明就像一个墨跡測試：相较于被解释者，所有的阐释更能注解的是解释者。

## 科技

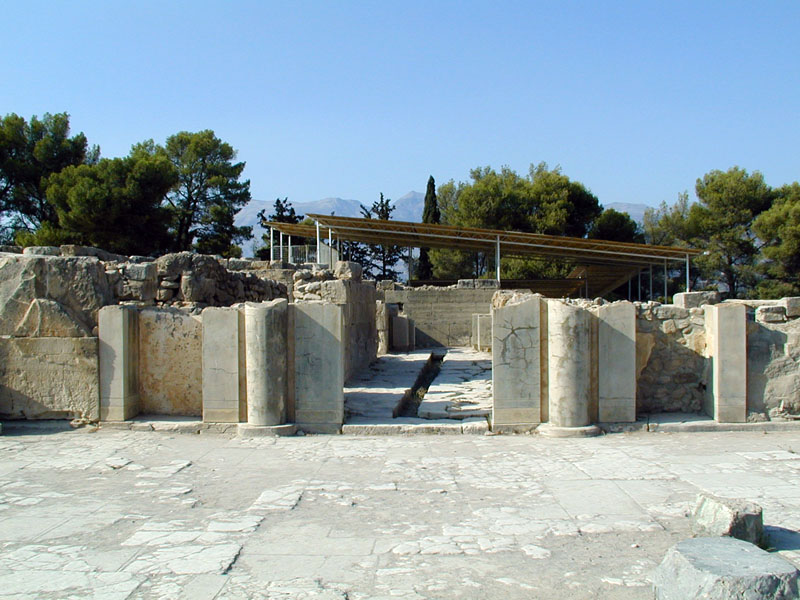
斐斯托斯宮殿入口走道

### 农业
米诺斯人饲养牛、羊、猪、山羊，种植小麦、大麦、野豌豆、鹰嘴豆，培育葡萄、无花果、橄榄。米諾斯人知道驯养蜜蜂，从近东接受了石榴和温柏。
农民使用皮革包住把手的木犁，由一对驴或者阉牛拉犁。

### 建筑
米诺斯的城市由石子铺成的路连接，石子是用铜锯切成。道路有排水系统，上层社会享受粘土制成的下水道设施。
米诺斯的建筑通常为平的瓦片顶，以及灰泥、木质或是大石板地面，两三层楼高。他们可能是用石块和碎砾建造矮墙，挑高使用泥砖。天花板上的横木用来支撑屋顶。

## 考古遗址
- 克諾索斯宫殿（Knossos）
- 斐斯托斯宫殿
- Kato Zakros-宫殿

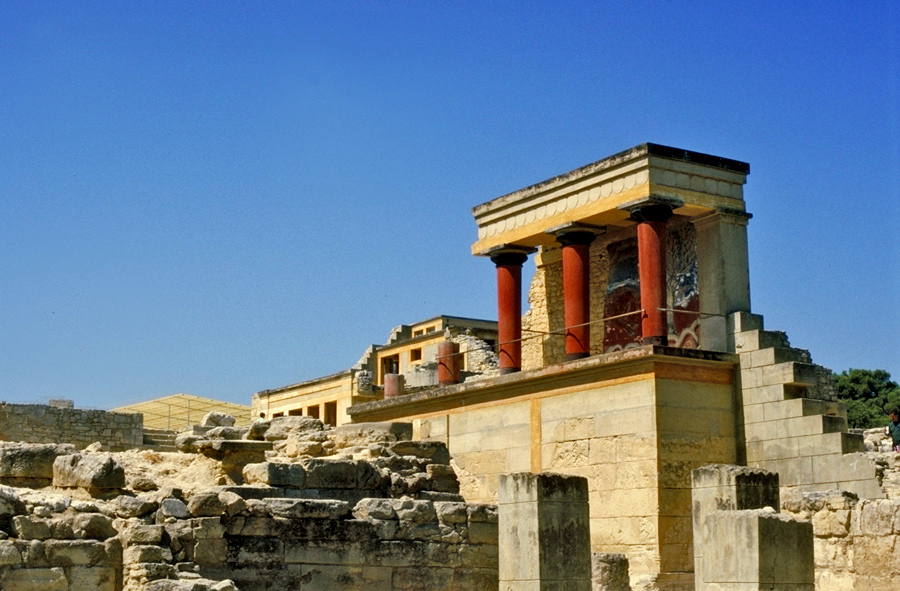
克諾索斯宮殿修復示例

- Gournia-小镇，(MMIII,LMI)
- Malia-宫殿
- Pyrgos (EMII～LMI)
- Vasiliki (EMII～LM1)
- Fournu Korfi (EMII)
- Pseira (LMI)
- Karfi-最晚的遗迹 (LMIII)

### 一般參考
- Alexiou, Sotiris, 1960. "La Crète minoenne".
- Nanno Marinatos, 1993. Minoan Religion: Ritual, Image, and Symbol. Columbia, SC: University of South Carolina Press.
- I. Schoep, 2004. "Assessing the role of architecture in conspicuous consumption in the Middle Minoan I-II Periods". Oxford Journal of Archaeology vol 23/3, pp, 243-269
- Spyridon Marinatos, 1960. Crete and Mycenae (originally published in Greek, 1959), photographs by Max Hirmer.
- Reynold Higgins, 1981. Minoan and Mycenaean Art (revised edition).
- S.W. Manning, 1995. "An approximate Minoan Bronze Age chronology" in A.B. Knapp, editor, The absolute chronology of the Aegean Early Bronze Age: Archaeology, radiocarbon and history (Appendix 8), in series Monographs in Mediterranean Archaeology, Vol. 1 (Sheffield: Sheffield Academic Press) A standard current Minoan chronology.
- Spyridon Marinatos, 1972. "Life and Art in Prehistoric Thera," in Proceedings of the British Academy, vol 57.
- Sir Arthur Evans, 1921-35. The Palace of Minos: A Comparative Account of the Successive Stages of the Early Cretan Civilization as Illustrated by the Discoveries at Knossos, 4 vols. in 6 (reissued 1964). The classic work has partly been superseded.
- Richard W. Hutchinson, 1962. Prehistoric Crete (reprinted 1968)
- Sinclair Hood, 1971. The Minoans: The Story of Bronze Age Crete
- Keith Branigan, 1970. The Foundations of Palatial Crete.
- Walter Burkert, 1985. Greek Religion. J. Raffan, trans. Cambridge: Harvard Univ. Press.
- Platonos, Sosso Logiadou, 1986. "La Civilización minoica". Athens.
- Vassilakis, Andonis，1999. "La Crète minoenne". Athens. ISBN 960-500-344-9.